# Andrew Heermans
Andrew Heermans (rodným jménem Andrew Jay Heermans; * 21. září 1953 Mineola, New York) je americký baskytarista a zvukový inženýr. V dětství hrál na kytaru a svou první skupinu založil v roce 1969. V osmdesátých letech byl členem doprovodné skupiny Johna Calea, se kterým nahrál album Caribbean Sunset (1984). V té době zároveň pracoval jako zvukař ve studiích. Později založil skupinu FUN. Roku 2017 vydal sólové album Come & Gone.